# 1999 en Algérie
Chronologie de l’Algérie
- 1995
- 1996
- 1997
- 1998
- 1999
- 2000
- 2001
- 2002
- 2003

Cet article présente les faits marquants de l'année 1999 en Algérie ou relatifs à l'Algérie; datation selon le calendrier grégorien.

## Événements
- 15 avril : Abdelaziz Bouteflika remporte l'élection présidentielle (74 %) au terme d'un scrutin contesté par les autres candidats qui se retirent en dénonçant de nombreuses irrégularités.

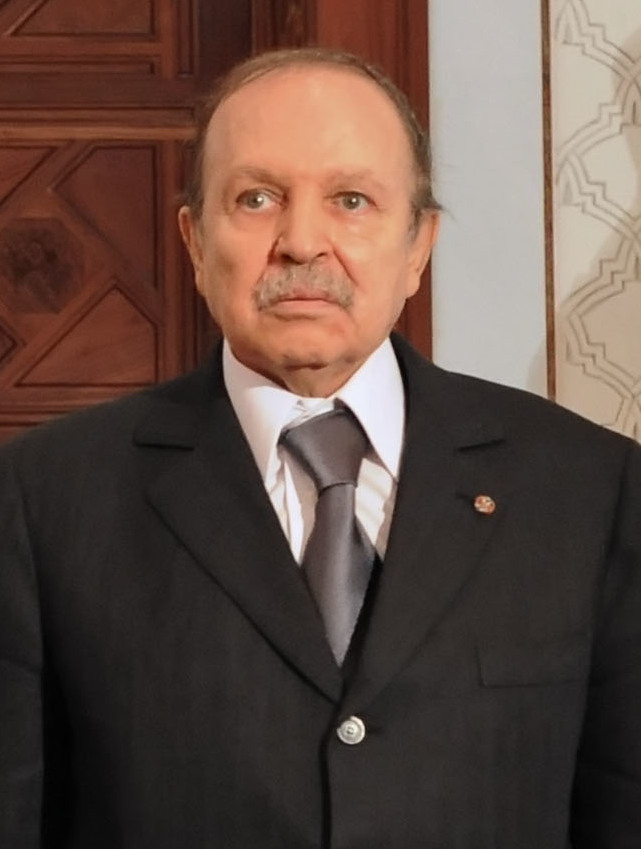
Abdelaziz Bouteflika.

- 6 juin : chef de l'Armée islamique du salut, Madani Mezrag, fait part de « l'arrêt définitif de [la] lutte armée »[1].
- 29- 30 juillet : visite à Alger d'Hubert Védrine, Minister des affaires étrangères français[1].
- 16 septembre : adoption par référendum de la loi sur la "Concorde civile", prévoyant une amnistie partielle ou totale pour les crimes commis par les groupes armés.
- 22 novembre : assassinat d'Abdelkader Hachani à Alger[1].
- 23 décembre : gouvernement d'Ahmed Benbitour[2] au  26 août 2000.

## Sports

### Basket-ball
- Championnat d'Algérie de basket-ball 1999-2000

### Football
- Équipe d'Algérie de football en 1999
- Championnat d'Algérie de football 1998-1999
- Championnat d'Algérie de football 1999-2000
- Championnat d'Algérie de football de deuxième division 1998-1999
- Championnat d'Algérie de football de deuxième division 1999-2000
- Championnat d'Algérie de football de troisième division 1998-1999
- Championnat d'Algérie de football de troisième division 1999-2000
- Coupe de la Ligue d'Algérie de football 1999-2000
- Coupe d'Algérie de football 1998-1999
- Coupe d'Algérie de football 1999-2000
- Saison 1998-1999 de l'USM Alger
- Saison 1999-2000 de l'USM Alger
- Saison 1998-1999 de l'USM Blida
- Saison 1999-2000 de l'USM Blida
- Saison 1998-1999 du MO Constantine
- Saison 1999-2000 du MO Constantine

## Culture

### Cinéma
- Le Cri des hommes', film franco-algérien réalisé par Okacha Touita et sorti en 1999.
- Les Vacances de l'apprenti (عطلة لبرانتي, Eutlat biranti), film algérien réalisé par Benamar Bakhti, sorti en 1999. Ce long-métrage est dédié au défunt acteur Hadj Abderrahmane, qui a interprété le personnage de l'inspecteur Tahar dans les années 60 et 70.

## Naissances en 1999
- Naissance en Algérie en 1999

## Décès en 1999
- Décès en Algérie en 1999